# Nealcidion adjunctum
Nealcidion adjunctum là một loài bọ cánh cứng trong họ Cerambycidae.